# Sandro Bellio

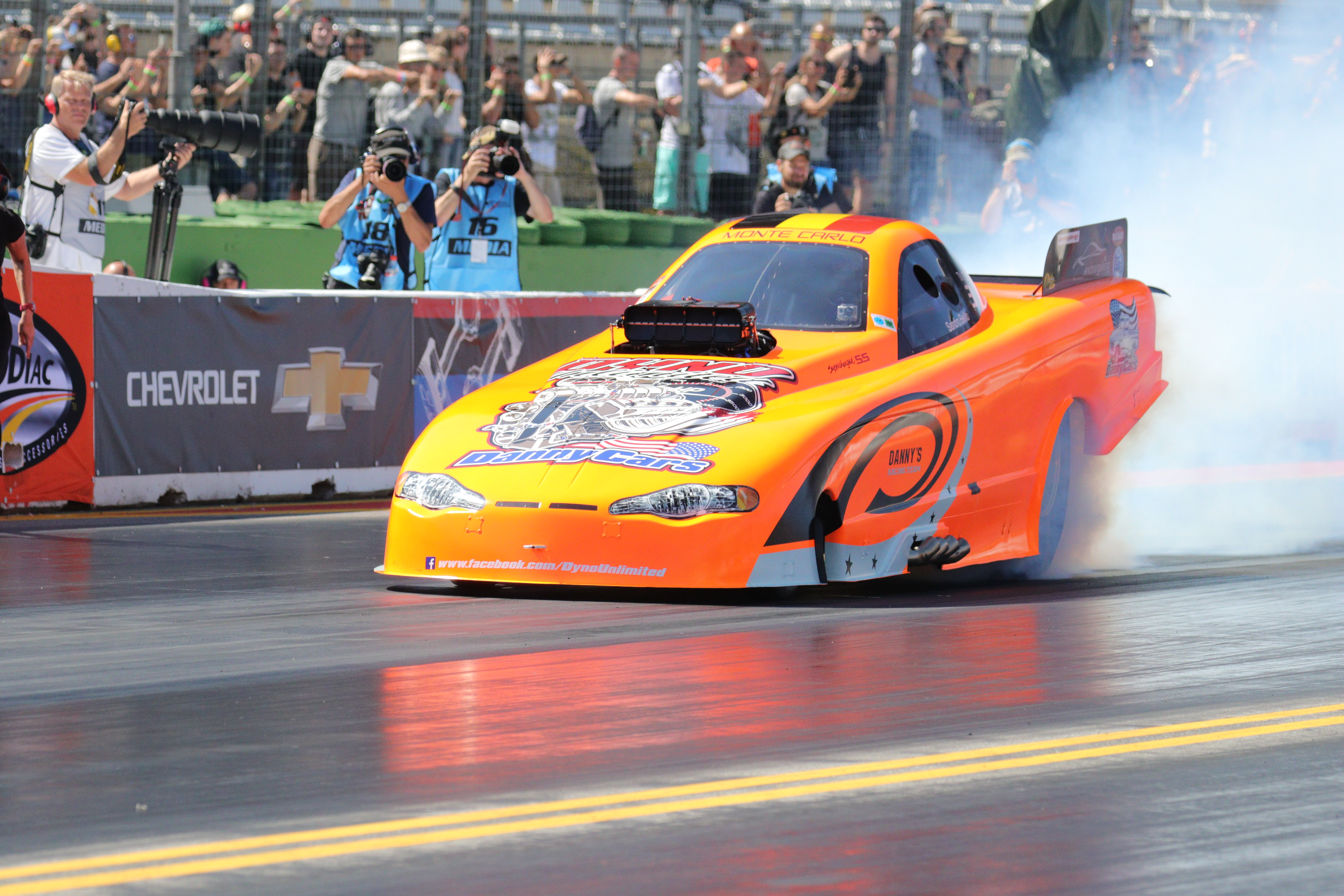
Bellio in de Chevrolet Monte Carlo

Sandro Bellio is een Belgisch dragrace-piloot die uitkomt voor Danny's racing team. In 2019 werd Bellio als eerste Belg Europees kampioen in de FIA European Top methanolklasse.

## Carrière
Sandro's vader, Danny Bellio, kreeg de smaak van het dragracen te pakken in Amerika. In 2017 naam Sandro zijn zitje over in hun familieteam Danny's racing team. Nadat hij respectievelijk als vierde en derde eindigde in het FIA Top Methanol European Championship in 2017 en 2018, was 2019 zijn beste seizoen. Met drie overwinningen, een tweede plaats en twee halve finales won Bellio de titel in de FIA European Drag Racing Championship, de eerste voor een Belgische coureur.
Bellio rijdt met een Chevrolet Monte Carlo top methanol funnycar in de jaarlijks vier tot zes officiële FIA-wedstrijden in de UK, Duitsland, Zweden en Finland. Hij nam deel aan de tweede snelste Europese dragrace met tijden van 5,4 seconden en snelheden boven de 430 km/u.

## Specificaties
Carrosserie: Chrevrolet Monte Carlo.
Remmen: Chutes Simpson
Motor: BAE 521 CI
Transmissie: 3 Speed air shifted
Blower: PSI
Koppeling: Molinari
Brandstof: methanol
Ontsteking: MSD 44 AMP
Cilinderkop: NRE X1
Chassis: chroom-molybdeen
vermogen: ±2200 kilowatt (±3000 paardenkracht)
Max RMP: 10.000 t/min.

## Team
De uitvalsbasis van Bellio's team is in zijn vaders garage Danny Cars in Houthalen-Helchteren, die gespecialiseerd is in het herstellen van Amerikaanse wagens.
Coureur: Sandro Bellio
Teamleden: Danny Bellio, Christiano Bellio, Micha Erkens, Nikka Groenen, Erik Donné, Mauro Bellio, Nando Bellio